# Cycloctenus robustus
Espèce
Synonymes
- Pycnoctenus robustus L. Koch, 1878

Cycloctenus robustus est une espèce d'araignées aranéomorphes de la famille des Cycloctenidae.

## Distribution
Cette espèce est endémique de Nouvelle-Galles du Sud en Australie.

## Publication originale
- L. Koch, 1878 : Die Arachniden Australiens. Nürnberg, vol. 1, p. 969-1044 (texte intégral).